# Jay Clarke
Jay Alexander Clarke (Derby, 27 luglio 1998) è un tennista britannico.
Nel 2017 partecipa grazie a una wild card al torneo di Wimbledon di doppio insieme a Marcus Willis, sconfiggendo al secondo turno la coppia detentrice del trofeo composta da Pierre-Hugues Herbert e Nicolas Mahut per poi uscire al turno seguente.

## Carriera
Nel 2017 riceve due wild card per partecipare alle qualificazioni di Wimbledon, dove esce all'ultimo turno, e al tabellone principale del torneo di doppio insieme a Marcus Willis, dove arriva fino al terzo turno.
Nel 2018 ottiene altre tre wild card a Wimbledon per il torneo singolare, doppio e doppio misto. Riesce così a partecipare per la prima volta al tabellone principale di un Grande Slam nel singolare, venendo tuttavia immediatamente eliminato dal lettone Ernests Gulbis. Va meglio nel doppio misto dove, in coppia con Harriet Dart, arriva in semifinale.
Sempre a Wimbledon ottiene nel 2019 una wild card per il tabellone principale, dove riesce a superare il primo turno battendo il qualificato Noah Rubin per poi arrendersi di fronte a Roger Federer.

## Statistiche
Aggiornate all'11 aprile 2024.

### Tornei minori

#### Singolare

##### Vittorie (10)
| Legenda tornei minori |
| Challenger (3)        |
| Futures (7)           |

| N.  | Data             | Torneo                                           | Superficie  | Avversario in finale     | Punteggio           |
| 1.  | 4 dicembre 2016  | Egypt F35, Il Cairo                              | Terra rossa | Laslo Urrutia Fuentes    | 6(8)–7, 6-3, 6-1    |
| 2.  | 11 dicembre 2016 | Egypt F36, Il Cairo                              | Terra rossa | Youssef Hossam           | 6-4, 6-4            |
| 3.  | 12 marzo 2017    | Turkey F9, Antalya                               | Terra rossa | Alexis Musialek          | 6-2, 6-4            |
| 4.  | 18 marzo 2018    | Qatar F3, Doha                                   | Cemento     | Pietro Rondoni           | 6-1, 7-5            |
| 5.  | 29 luglio 2018   | Binghamton Challenger, Binghamton                | Cemento     | Jordan Thompson          | 6(6)–7, 7–6(5), 6-4 |
| 6.  | 10 novembre 2019 | ATP China International Tennis Challenge, Anning | Terra rossa | Prajnesh Gunneswaran     | 6-4, 6-3            |
| 7.  | 1º maggio 2022   | Morelos Open, Cuernavaca                         | Cemento     | Adrián Menéndez Maceiras | 6-1, 4-6, 7–6(5)    |
| 8.  | 21 maggio 2023   | M25 Reggio Emilia, Reggio Emilia                 | Terra rossa | Julian Ocleppo           | 6-3, 6-4            |
| 9.  | 26 novembre 2023 | M25 Antalya, Adalia                              | Terra rossa | Nerman Fatic             | 6-4, 7-5            |
| 10. | 25 febbraio 2024 | M25 Hammamet, Hammamet                           | Terra rossa | Sandro Kopp              | 4-6, 6-2, 6-3       |

##### Sconfitte in finale (8)
| N. | Data             | Torneo                        | Superficie  | Avversario in finale | Punteggio        |
| 1. | 18 giugno 2017   | Italy F29, Pula               | Cemento     | Federico Gaio        | 2-6, 5-7         |
| 2. | 26 novembre 2017 | Bengaluru Open, Bangalore     | Cemento     | Sumit Nagal          | 3-6, 6-3, 2-6    |
| 3. | 11 marzo 2018    | Qatar F2, Doha                | Cemento     | Benjamin Hassan      | 6-3, 6(1)–7, 4-6 |
| 4. | 17 novembre 2019 | Pune Challenger, Pune         | Cemento     | James Duckworth      | 6-4, 4-6, 4-6    |
| 5. | 18 luglio 2021   | President's Cup I, Nur-Sultan | Cemento     | Max Purcell          | 6-3, 4-6, 6(6)–7 |
| 6. | 16 gennaio 2022  | Città di Forlì, Forlì         | Cemento (i) | Jack Draper          | 3-6, 0-6         |
| 7. | 11 febbraio 2024 | M25 Hammamet, Hammamet        | Terra rossa | Kamil Majchrzak      | 3-6, 5-7         |
| 8. | 17 marzo 2024    | M15 Rovinj, Rovigno           | Terra rossa | Matej Dodig          | 6-7, 4-6         |

#### Doppio

##### Vittorie (9)
| Legenda tornei minori |
| Challenger (2)        |
| Futures (7)           |

| N. | Data             | Torneo                              | Superficie  | Compagno                    | Avversari in finale               | Punteggio           |
| 1. | 18 febbraio 2023 | Chennai Open Challenger, Chennai    | Cemento     | Arjun Kadhe                 | Sebastian Ofner Nino Serdarušić   | 6-0, 6-4            |
| 2. | 22 ottobre 2023  | M15 Sharm ElSheikh, Sharm el-Sheikh | Cemento     | Volodymyr Uzhylovskyi       | Jiri Barnat Jan Hrazdil           | 7-5, 7-5            |
| 3. | 26 novembre 2023 | M25 Antalya, Adalia                 | Terra rossa | Josip Simundza              | Cengiz Aksu Mert Naci Türker      | 1-6, 7-6(8), [10-8] |
| 4. | 10 dicembre 2023 | M15 Antalya, Adalia                 | Terra rossa | James MacKinlay             | Sarp Ağabigün Corentin Denolly    | 7-6(5), 7-5         |
| 5. | 17 dicembre 2023 | M15 Antalya, Adalia                 | Terra rossa | James MacKinlay             | Bogdan Bobrov Pyotr Nesterov      | 6-1, 6-2            |
| 6. | 7 gennaio 2024   | Oeiras indoor 2024, Oeiras          | Cemento (i) | Marcus Willis               | Théo Arribagé Michael Geerts      | 6-4, 6(9)-7, [10-3] |
| 7. | 18 febbraio 2024 | M25 Hammamet, Hammamet              | Terra rossa | Sandro Kopp                 | Corentin Denolly Damien Wenger    | 6-2, 7-5            |
| 8. | 24 marzo 2024    | M25 Badalona, Badalona              | Terra rossa | Augusto Virgili             | Ryan Nijboer Alejo Sanchez Quilez | 6-3, 4-6, [11-9]    |
| 9. | 7 aprile 2024    | M25 Hammamet, Hammamet              | Terra rossa | Constantin Bittoun Kouzmine | Aleksandr Lobanov Aziz Ouakaa     | 6-3, 6-4            |

##### Sconfitte in finale (4)
| N. | Data            | Torneo                                      | Superficie  | Compagno        | Avversari in finale                       | Punteggio   |
| 1. | 4 dicembre 2016 | Egypt F35, Il Cairo                         | Terra rossa | Curtis Clarke   | Chandril Sood Lakshit Sood                | 3-6, 2-6    |
| 2. | 1 aprile 2018   | San Luis Potosí Challenger, San Luis Potosí | Terra rossa | Kevin Krawietz  | Marcelo Arévalo Miguel Ángel Reyes Varela | 1-6, 4-6    |
| 3. | 14 gennaio 2024 | M25 Loughborough, Loughborough              | Cemento (i) | Millen Hurrion  | Charles Broom George Houghton             | 5-7, 3-6    |
| 4. | 20 luglio 2024  | Dutch Open, Amersfoort                      | Terra rossa | David Stevenson | Marcelo Demoliner Guillermo Durán         | 6(2)-7, 4-6 |